# メガミマガジンクリエイターズ
「メガミマガジンクリエイターズ」（Megami MAGAZINE Creators）は、学研パブリッシングから不定期で刊行されているイラストレーション情報誌である。同社刊「メガミマガジン」増刊。

## 概要
萌えアニメに特化した情報誌として地位を確立しているメガミマガジンの巻末で連載されている「Girl's Avenue」のコーナーを発展させる形で2004年3月2日に発刊した。同コーナーでは毎回、イラストレーターのインタビューと描き下ろしピンナップ1点を掲載しているが「クリエイターズ」では本誌に掲載されたインタビューの再録に加えてイラストレーターの作品を商業・同人を問わず幅広く紹介している。

## 主な連載
- クイーンズブレイド最新情報
- 百鬼娘談（しゃあ）
- はる＿いろ（久坂宗次）
- たいふう一家（江草天仁）
- KiSS THE WiTCH（原案・キャラクターデザイン：成瀬裕司 文芸：あすか正太）
- いちご水滸伝（原作：あすか正太 キャラクターデザイン：成瀬裕司）
- 機械×少女×万歳（鉄乃巨刃）
- 天使はいつも忙しい（著：わかつきひかる　挿絵：花邑まい）
- やまじシスターズふんわりびより（作・小原良樹　絵・玖珂つかさ）